# Arrondissement de Goldap

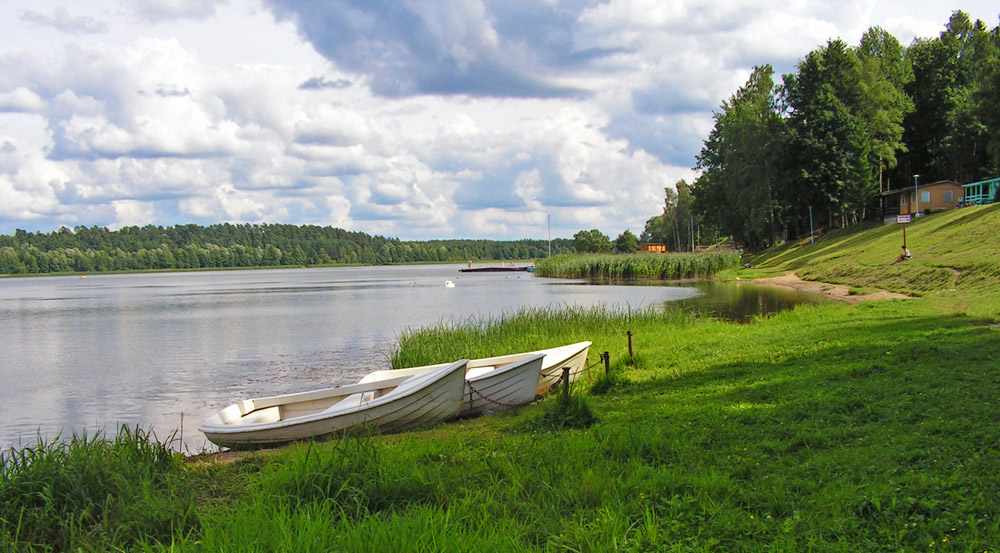
Vue du lac de Gołdap en été

1818–1945
Entités précédentes :
- Royaume de Prusse

Entités suivantes :
- RSFS de Russie (partie nord)
- Pologne (partie sud)

L'arrondissement de Goldap (Landkreis Goldap) est une entité administrative territoriale de l'ancienne province de Prusse-Orientale qui exista jusqu'en 1945. Cet arrondissement fait partie du district de Gumbinnen à l'est de la province.
Il se compose au 1er janvier 1945 de:
- Ville de Goldap, seule agglomération de plus de deux mille habitants
- 156 villages de moins de deux mille habitants
- 2 anciens domaines seigneuriaux

## Démographie
- 1871: 43 203 habitants
- 1885: 45 442 habitants
- 1933: 43 491 habitants
- 1939: 45 887 habitants

## Histoire administrative

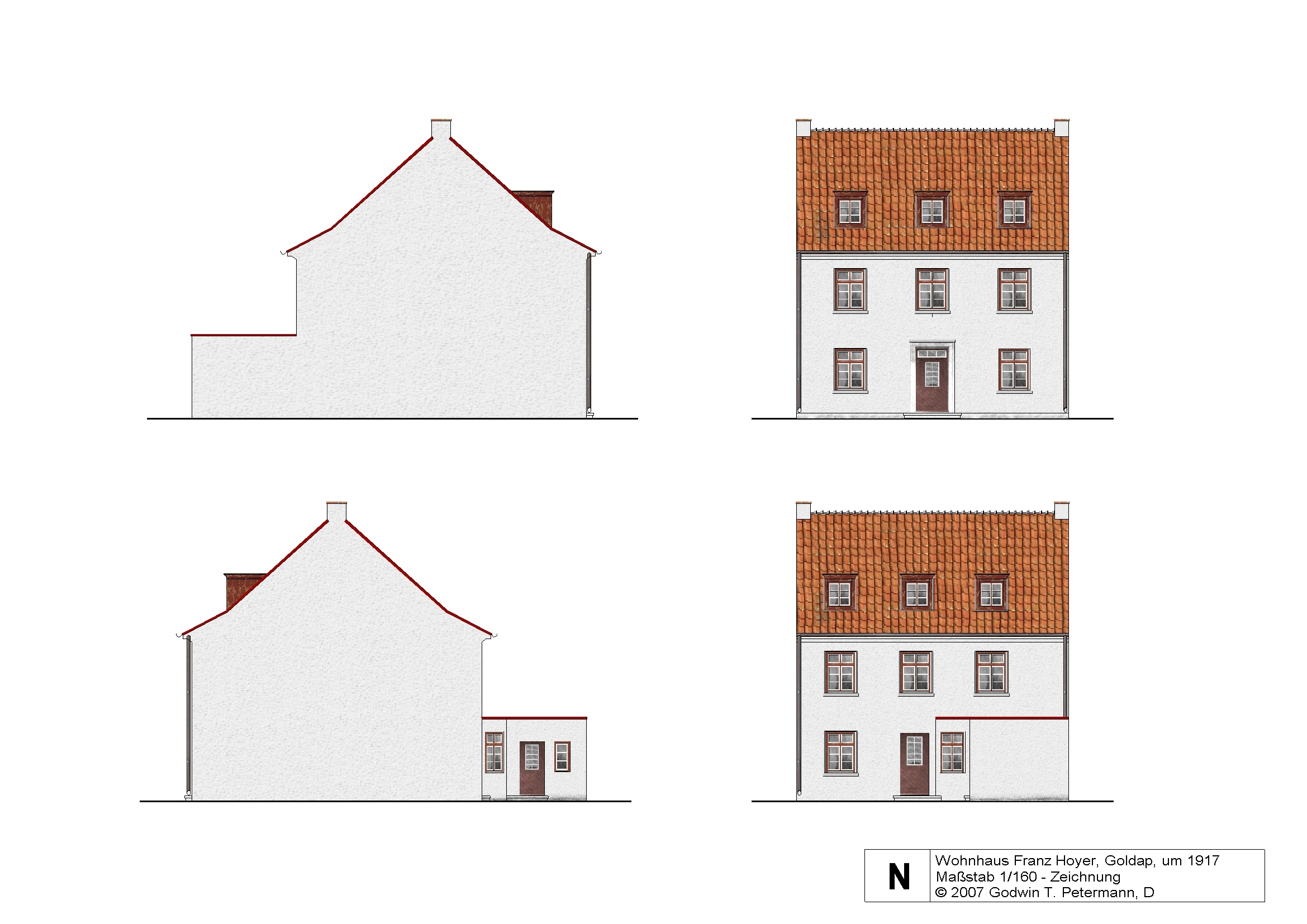
Types de maisons après la reconstruction de Goldap, à la fin de la Première Guerre mondiale (1916-1917)

Lorsque le royaume de Prusse procède à des réformes administrative en 1818, l'arrondissement de Goldap est intégré au district de Gumbinnen de l'est de la province de Prusse. Il comprenait les paroisses (Kirchspiele) de: Dubeningken, Gawaiten (de), Goldap, Grabowen (de), Gurnen (de), Mehlkehmen (de), Groß Rominten (de) (à partir de 1868), et Szittkehmen (de). L'arrondissement fait partie de la province de Prusse-Orientale, lorsqu'elle est formée en avril 1878, à partir de la fusion de la province de Prusse-Occidentale et de l'est de la province de Prusse. Les domaines seigneuriaux sont abolis le 30 septembre 1929 et sont intégrés aux communes rurales. L'arrondissement de Kreis devient Landkreis (arrondissement régional), à partir du 1er janvier 1939.
L'arrondissement cesse d'exister au printemps 1945, après que sa population en est chassée et qu'il entre dans les nouvelles frontières de la république populaire de Pologne et de l'URSS.

## Administrateurs de l'arrondissement
Les administrateurs (Landräte) qui dirigent l'administration de l'arrondissement sont les suivants:
- 1818–182100Steiner
- 1821–183500Gotthold Samuel Abraham Seemann (de)
- 1835–185500Gustav Leopold Klein (de)
- 1856–186400Bruno von Schrötter (de)
- 1864–187700Ludwig Ferdinand Hermann Siehr (de)
- 1877–188000Bernhard Schopis (de)
- 18800000000von Bornstedt
- 1880–188400Heinrich Cranz
- 1884–188900Nikolaus von Werder (de)
- 1889–190200Ernst Jachmann
- 1902–190600Friedrich von Berg
- 1906–191900Philipp von Gehren (de)
- 1919–192100Herbert Rohde
- 1921–193200Hans Berner
- 1932–194500Karl von Buchka (de)